# 구조적 지식 시스템
구조적 지식 시스템(structured knowledge systems)은 기업 어딘가에 존재하는 구조적 텍스트 문서, 보고서나 발표 자료 형태의 구조적 지식을  라이브러리 형태로 구성하여 이를 기업 어디에나 접근할 수 있도록 조직화 하고, 이러한 형태의 시스템들을 구축하는 것이다.

## 같이 보기
- 지식경영